# 2006年冬季奥林匹克运动会雪橇比赛
2006年冬季奥林匹克运动会雪橇比赛在意大利切萨纳的切萨纳帕里奥尔举行。 从 2 月 11 日到 2 月 15 日举行了三场比赛。这是第一场使用资格赛系统确定参赛者的比赛。

## 男子

### 單人賽
雪橇單人賽小項分兩天作賽，分別為2月11日以及2月12日兩天。
| 獎牌 | 運動員             | 時間     |
| 金牌 | 義大利 阿明·策格勒 | 3:26.088 |
| 銀牌 | 俄羅斯 德姆琴科    | 3:26.198 |
| 銅牌 | 拉脫維亞 鲁本尼斯  | 3:26.445 |

### 雙人賽
雙人賽只以一天作賽，日期為2月15日，是雪橇最後一個小項。
| 獎牌 | 運動員                                            | 時間     |
| 金牌 | 奥地利 安德烈亚斯·林格／沃尔夫冈·林格             | 1:34.497 |
| 銀牌 | 德国 安德烈·弗洛许茨／托尔斯滕·武斯特利希         | 1:34.807 |
| 銅牌 | 義大利 格哈德·普兰肯施泰纳／奥斯瓦尔德·哈泽尔里德 | 1:34.930 |

## 女子

### 單人賽
女子單人賽分為兩天作賽，是為2月13日與2月14日，德國贏得金、銀和銅三面獎牌。
| 獎牌 | 運動員                        | 時間     |
| 金牌 | 德国 西尔克·奥托              | 3:07.979 |
| 銀牌 | 德国 西尔克·克劳斯哈尔-皮拉赫 | 3:08.115 |
| 銅牌 | 德国 塔季扬娜·许夫纳          | 3:08.460 |

## 獎牌榜
| 名次 | 國家或地區 | 金牌 | 銀牌 | 銅牌 | 總數 |
| ---- | ---------- | ---- | ---- | ---- | ---- |
| 1    | 德国       | 1    | 2    | 1    | 4    |
| 2    | 義大利     | 1    | 0    | 1    | 2    |
| 3    | 奥地利     | 1    | 0    | 0    | 1    |
| 4    | 俄羅斯     | 0    | 1    | 0    | 1    |
| 5    | 拉脫維亞   | 0    | 0    | 1    | 1    |

## 参赛国家和地区
共有24个国家和地区的108位选手参加了在都灵举行的雪橇比赛。
- 阿根廷（1）
- （1）
- 奥地利（10）
- 保加利亚（1）
- 加拿大（10）
- 捷克（4）
- 德国（10）
- 英国（2）
- 印度（1）
- 意大利（9）
- 日本（5）
- 韩国（1）
- 拉脱维亚（8）
- 摩尔多瓦（1）
- 波兰（3）
- 罗马尼亚（4）
- 俄罗斯（10）
- 斯洛文尼亚（1）
- 瑞士（2）
- 斯洛伐克（6）
- 中华台北（1）
- 乌克兰（6）
- 美国（10）
- 委内瑞拉（1）